# Carla et moi
Pour plus de détails, voir Fiche technique et Distribution.
Carla et moi (Between the Temples) est un film américain réalisé par Nathan Silver et sorti en 2024. Écrit par Nathan Silver et C. Mason Wells (en), le film met en vedette Jason Schwartzman, Carol Kane, Dolly de Leon, Caroline Aaron, Robert Smigel et Madeline Weinstein (en). Il met en scène un chantre qui traverse sa propre crise de foi a un nouvel élève adulte de bar-mitsvah qui se trouve être son professeur de musique à l'école primaire.
Il est présenté en avant-première au festival du film de Sundance 2024.

## Synopsis
Un chantre qui traverse sa propre crise de foi a un nouvel élève adulte de bar-mitsvah qui se trouve être son professeur de musique à l'école primaire.

## Fiche technique
- Titre original : Between the Temples
- Titre français : Carla et moi
- Réalisation : Nathan Silver
- Scénario : Nathan Silver et C. Mason Wells (en)
- Photographie : Sean Price Williams
- Montage : John Magary
- Musique : N/A
- Costumes : Holly McClintock
- Production : Tim Headington, Taylor Hess
- Direction artistique : Madison Pflug
- Pays de production : États-Unis
- Langue originale : anglais
- Format : couleur
- Genre : comédie
- Durée : 111 minutes
- Dates de sortie : 
  - États-Unis : 19 janvier 2024 (festival du film de Sundance)
  - France : 23 octobre 2024[2]

## Distribution
- Jason Schwartzman : Ben Gottlieb
- Carol Kane : Carla Kessler
- Caroline Aaron : Meira Gottlieb
- Robert Smigel : Rabbin Bruce
- Dolly de Leon : Judith Gottlieb
- Madeline Weinstein (en) : Gabby / Ruth
- Matthew Shear (en) :  Nat
- Jaden Waldman : bar mitzvah Boy
- Jacob Morrell : Young Ben
- Laurent Rejto : Barfly
- Annie Hamilton : Rachel
- Pauline Chalamet : Leah
- Steven Lack : le propriétaire du Mildred

## Production
En mai 2023, il est confirmé que Jason Schwartzman, Carol Kane et Dolly de Leon joueront dans le film. Parmi les acteurs confirmés figurent également Caroline Aaron, Robert Smigel, Madeline Weinstein (en) et Matthew Shear (en). Le long métrage est produit par Ley Line Entertainment et Fusion Entertainment, avec les producteurs Tim Headington, Theresa Steele Page, Nate Kamiya, Adam Kersh et Taylor Hess.
Le tournage s'achève début 2023. Il se déroule notamment à Kingston dans l'État de New York.

## Sortie
Le film est présenté en avant-première le 19 janvier 2024 au festival du film de Sundance 2024, dans la section U.S. Dramatic Competition.